# 双方向散乱面反射率分布関数
双方向散乱面反射率分布関数（そうほうこうさんらんめんはんしゃりつぶんぷかんすう）は、光の反射モデルの一つ。BSSRDF(Bidirectional Scattering Surface Reflectance Distribution Function)ともいう。双方向反射率分布関数をより一般化したものである。しかし、BSSRDFはパラメータが多すぎるため、若干実用性にかける面がある。
{\displaystyle S(x_{i},{\vec {\omega }}_{i},x_{r},{\vec {\omega }}_{r})={\frac {dL_{r}(x_{r},{\vec {\omega }}_{r})}{d\Phi _{i}(x_{i},{\vec {\omega }}_{i})}}}